# 沈佺
沈佺，浙江归安（今浙江湖州）人，是一名清朝政治人物。
沈佺曾于1895年接替陆桐华任宝山县知县一职，1899年由尹佑汤接任。